# Thomas Howard, 2. hertug af Norfolk
Thomas Howard, 2. hertug af Norfolk KG, PC (født 1443/44, død 21. maj 1524) var søn af John Howard, 1. hertug af Norfolk.
Han blev farfar til Anne Boleyn (gift med kong Henrik 8. af England i 3 år) og farfar til Catherine Howard (gift med kong Henrik 8. af England i 2 år) og oldefar til dronning Elizabeth 1. af England.

## Embeder
Thomas Howard var Earl Marshal i 1509-1524.

## Våben
| - Thomas Howard, 2. hertug af Norfolk fik en augmentation (vises til højre) til minde om Slaget ved Flodden Field - Thomas Howards augmentation, en variant af Skotlands våben med en pil gennem løvens mund |